# Венґожево-Кошалінське
Венґожево-Кошалінське (пол. Węgorzewo Koszalińskie) — село в Польщі, у гміні Сянув Кошалінського повіту Західнопоморського воєводства.
Населення — 316 осіб (2011).

## Демографія
Демографічна структура станом на 31 березня 2011 року:
|          | Загалом | Допрацездатний вік | Працездатний вік | Постпрацездатний вік |
| -------- | ------- | ------------------ | ---------------- | -------------------- |
| Чоловіки | 164     | 30                 | 122              | 12                   |
| Жінки    | 152     | 36                 | 88               | 28                   |
| Разом    | 316     | 66                 | 210              | 40                   |